# Válor
Válor er en by og kommune i det sydøstlige Spanien i provinsen Granada. Den har et indbyggertal på 660 (2024) indbyggere.